# Walzenseestern
Der Walzenseestern (Choriaster granulatus), manchmal auch einfach Walzenstern oder Gekörnter Kissenstern genannt, ist ein großer Seestern. Er lebt im Roten Meer, im Indischen Ozean, sowie im westlichen und südlichen Pazifik.

## Merkmale
Walzenseesterne haben einen dicken, hochrückigen Körper und kurze, kräftige, vorn abgerundete Arme. Die dicke, glatte Haut ist bräunlich, rot, orange, gelblich, cremefarben oder weiß. Kurze Dornen und Warzen sind nur auf kleinen, farbig vom übrigen Körper abgesetzten Feldern vorhanden. Die Enden der im Querschnitt drehrunden Arme sind dornenlos. Die Ambulakralrinnen biegen sich an den Armenden bis fast zur Oberseite. Die Tiere erreichen meist einen Durchmesser von 25, maximal von 40 Zentimetern.

## Lebensweise
Walzenseesterne leben auf Felsen, Sand oder Korallenriffen im flachen Wasser in 5 bis 40 Metern Tiefe. Sie ernähren sich von Detritus, Aas und sessilen wirbellosen Tieren wie Schwämme und Korallenpolypen. Sie sind wahrscheinlich getrenntgeschlechtlich, eine ungeschlechtliche Vermehrung wurde noch nicht beobachtet. Walzensterne sind manchmal Wirte kommensaler Eingeweidefische (Carapidae). Unter ihrem Körper hält sich oft die farblich dem Seestern angepasste Partnergarnele Periclimenes soror versteckt.